# USS Tennessee (SSBN-734)
USS Tennessee (SSBN-734) – pierwszy amerykański okręt podwodny o tej nazwie, jednocześnie szósta jednostka nosząca nazwę szesnastego stanu. 
USS "Tennessee" (SSBN-734) jest okrętem podwodnym z napędem atomowym, typu Trident-Ohio. Będąc dziewiątą chronologicznie jednostką tego typu, był jednocześnie pierwszym okrętem, na którego wyposażenie weszły pociski balistyczne SLBM Trident II D-5. Pod pokładem tego okrętu też, w marcu 1990 roku, Trident II wyszły na pierwszy operacyjny patrol w ramach amerykańskiego systemu nuklearnego odstraszania.